# MKTK-1A Dziudoist
MKTK-1A Dziudoist (ros. МКТК-1А «Дзюдоист», tłum. 'dżudoka') – rosyjski mobilny, zautomatyzowany system walki elektronicznej opracowany przez koncern Sozwiezdije. Jest przeznaczony do monitorowania emisji radiowych oraz oceny sytuacji elektromagnetycznej w celu zapewnienia ochrony informacji przed technicznymi środkami rozpoznania przeciwnika.

## Historia

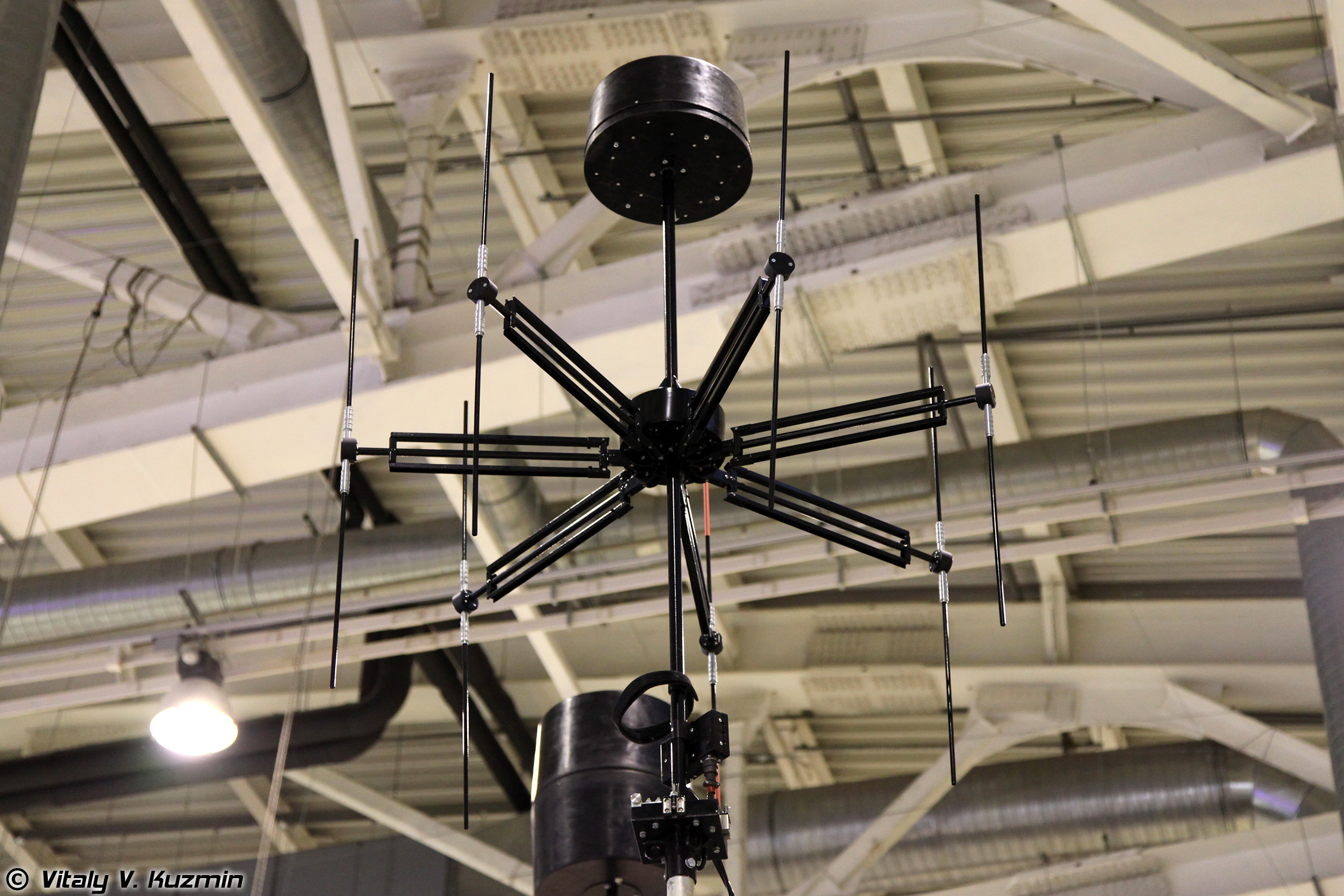
Anteny systemu Dziudoist

Jednostki walki radioelektronicznej Wojsk Powietrznodesantowych Rosji wprowadziły do służby system w lipcu 2012 r. W 2013 r. podjęto decyzje o wprowadzeniu systemu na stan armii rosyjskiej, do końca tego roku odebrano 8 egzemplarzy systemu. Jest przeznaczony do radiowej i radiotechnicznej kontroli skuteczności ochrony informacji oraz oceny sytuacji elektromagnetycznej. Kompleks może wykrywać, mierzyć parametry i lokalizować środki radioelektroniczne, środki obrony przeciwrakietowej, a także identyfikować i zamykać techniczne kanały wycieku informacji.
System MKTK-1A Dziudoist został po raz pierwszy zaprezentowany publicznie na forum Armia-2016. W 2018 r. system pomyślnie wypadł na ćwiczeniach na poligonie w Jekaterynburgu. Obsługa rozstawiła system w ciągu 30 minut oraz uruchomiła go zapewniając bezpieczeństwo jednostkom znajdującym się w jego zasięgu. Rosyjskie Ministerstwo Obrony podało, że system współpracował z RB-109A Bylina, RB-531B Infauna i systemami Krasucha.
W 2019 r. system został użyty ponownie podczas ćwiczeń w rejonie Jekaterynburga. Z jego pomocą specjaliści Centralnego Okręgu Wojskowego zablokowali sygnały sterowanych radiowo improwizowanych ładunków wybuchowych. Ponadto system pozwolił na wykrycie, pomiar parametrów i określił lokalizację sprzętu radioelektronicznego i obrony przeciwrakietowej.

## Charakterystyka techniczna
System składa się z modułowej kabiny, którą można zamontować na przyczepie lub dwuosiowej ciężarówce wojskowej KamAZ-4350 o długości 8215 mm, szerokości 2900 mm i wysokości 3600 mm. Przeszukuje i monitoruje pasma w zakresie częstotliwości od 0,01 do 20 000 MHz. Błąd ustalenia kierunku emisji wynosi ok. 2-3°, pobór mocy wynosi 3,5 kW.

## Użycie bojowe

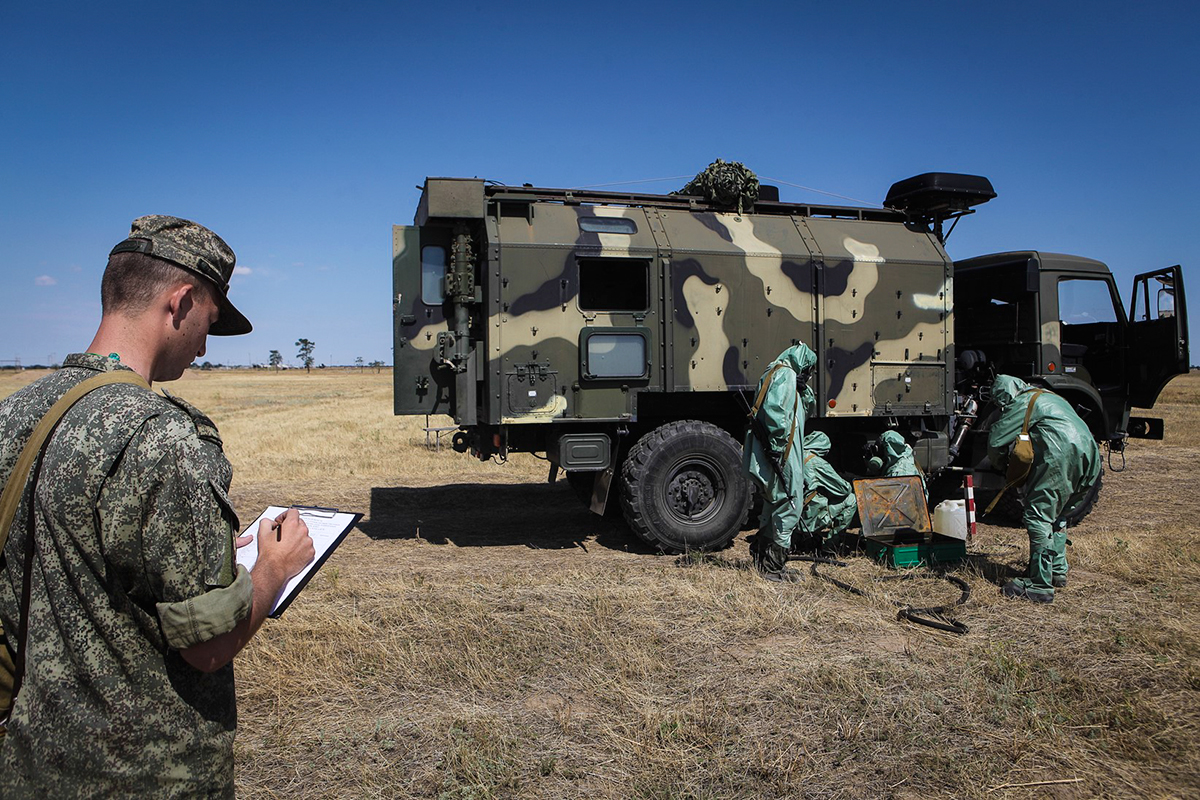
Dziudoist na poligonie

- Donieck: ukraiński wywiad wykrył działanie kompleksu Dziudoist w pobliżu wsi Razdolnoje w powiecie starobieszewskim w obwodzie donieckim[2],
- W 2016 r. obecność systemu po stronie separatystów stwierdzono w rejonie Wołnowacha[7],
- Ukraina: w kwietniu 2023 r. ukraińskie siły zbrojne zidentyfikowały i zniszczyły rosyjski system MKTK-1A Dziudoist w miejscowości Limaniwka w obwodzie charkowskim. Było to pierwsze udokumentowane zniszczenie tego typu rosyjskiego sprzętu[8].